# Pulau Banyak (plaats)
Pulau Banyak is een bestuurslaag in het regentschap Langkat van de provincie Noord-Sumatra, Indonesië. Pulau Banyak telt 2816 inwoners (volkstelling 2010).